# Saint-Pierre-d’Allevard
Saint-Pierre-d’Allevard – miejscowość i dawna gmina we Francji, w regionie Owernia-Rodan-Alpy, w departamencie Isère. W 2013 roku jej populacja wynosiła 2940 mieszkańców.
W dniu 1 stycznia 2016 roku z połączenia dwóch ówczesnych gmin – Morêtel-de-Mailles oraz Saint-Pierre-d’Allevard – utworzono nową gminę Crêts en Belledonne. Siedzibą gminy została miejscowość Saint-Pierre-d’Allevard.